# Jane Fonda

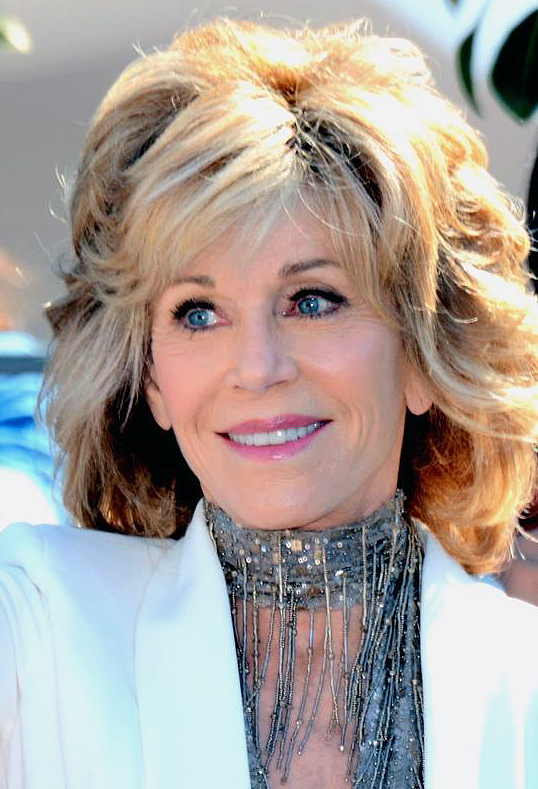
Jane Fonda (2015)

Jane Seymour Fonda (* 21. Dezember 1937 in New York) ist eine US-amerikanische Schauspielerin, Bürgerrechtlerin und Klimaschutzaktivistin. Die zweifache Oscar-Preisträgerin entwickelte sich in den 1960er und 1970er Jahren vom Sexsymbol zu einer ernsthaften Charakterdarstellerin. Sie engagierte sich ab 1969 im Kampf gegen den Vietnamkrieg und avancierte später mit zahlreichen Aerobic-Videos zur Fitness-Queen. Von 1990 bis 2005 legte sie als Filmschauspielerin eine Pause ein.

## Leben und Karriere

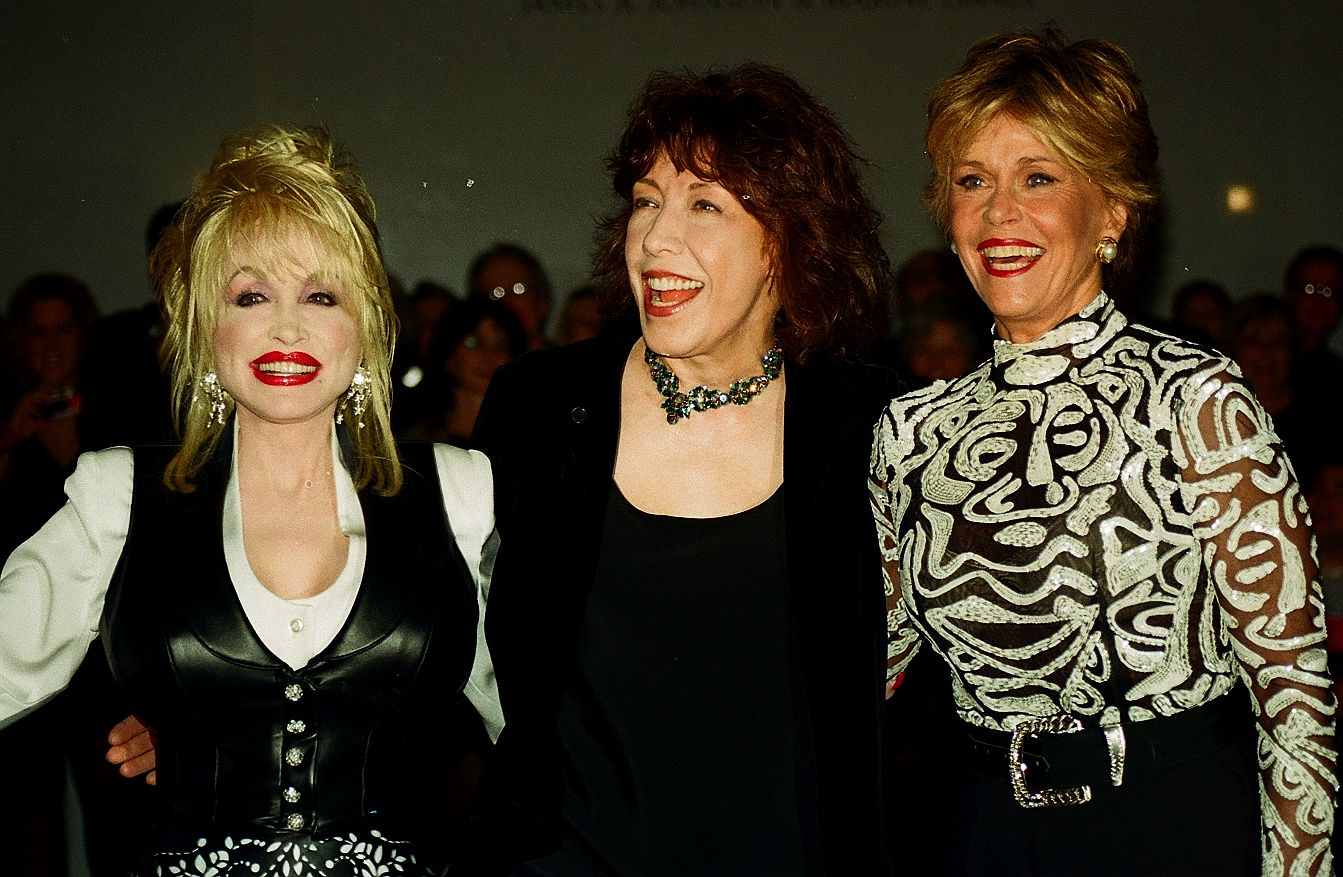
Dolly Parton, Lily Tomlin und Jane Fonda (2000)

Jane Fonda ist die Tochter von Henry Fonda (1905–1982), die ältere Schwester von Peter Fonda (1940–2019) und Tante von Bridget Fonda (* 1964). Ihre Mutter, Frances Seymour Brokaw Fonda, konnte ihren Stammbaum bis zu Edward Seymour zurückverfolgen, dem Bruder von Jane Seymour, der im Jahr 1537 im Kindbett verstorbenen dritten Ehefrau des englischen Königs Heinrich VIII. Frances Fonda schnitt sich 1950 an ihrem 42. Geburtstag in der Psychiatrie die Kehle auf, nachdem ihr Mann drei Monate zuvor die Scheidung wegen der 21-jährigen Susan Blanchard angekündigt hatte. Die folgende dritte Ehe ihres Vaters hielt bis 1956. Die 12-jährige Jane, der man erzählt hatte, ihre Mutter sei einem Herzinfarkt erlegen, erfuhr erst ein Jahr später durch einen Zeitungsartikel von den Hintergründen.
Bereits im Jahr 1954 trat sie zusammen mit ihrem Vater am Theater auf. Vier Jahre später besuchte sie das Actors Studio von Lee Strasberg. 1960 wurde sie für ihre Darstellung in dem Bühnenstück There Was a Little Girl für den Tony Award nominiert. Im selben Jahr drehte sie auch ihren ersten Kinofilm, Edward Dmytryks Drama Je länger – je lieber, der ihr im Jahr 1962 einen Golden Globe als beste Nachwuchsdarstellerin einbrachte. Sie besuchte die Sowjetunion, ging nach Frankreich und drehte dort mehrere erfolgreiche Filme. Sie spricht fließend Französisch. Mit dem doppelbödigen Psychothriller Wie Raubkatzen – mit Alain Delon, unter der Regie von René Clément – gelang ihr im Jahr 1962 der internationale Durchbruch. Am 14. August 1965 heiratete sie Roger Vadim, unter dessen Regie sie 1967 mit Barbarella zu einem der weiblichen Sexsymbole der 1960er Jahre wurde. Die Ehe wurde im Jahr 1973 geschieden.
Im Jahr 1990 zog sie sich erst einmal aus dem Filmgeschäft zurück. 2001 hatte sie einen Cameo-Auftritt in Barry Levinsons Gangsterkomödie Banditen!, in der auch ihr Sohn Troy Garity mitwirkte. Im Jahr 2005 übernahm sie dann als böse Schwiegermutter von Jennifer Lopez die Titelrolle in Das Schwiegermonster. Der Streifen, der bei der Kritik durchfiel, erwies sich als Fondas erster Kassenschlager seit fast einem Vierteljahrhundert. Kurz vor der Premiere des Films brachte sie ihre Autobiografie unter dem Titel My Life So Far auf den Markt, mit der sie die Bestsellerlisten anführte. Dazu vermarktete sie eine DVD-Ausgabe ihrer Aerobic-Videos.
Von 2015 bis 2022, bis zum Serienende nach sieben Staffeln, spielte Jane Fonda in der von Marta Kauffman und Howard J. Morris produzierten Netflix-Comedy, der Fernsehserie Grace and Frankie, die Rolle der Grace.

## Soziales und politisches Engagement

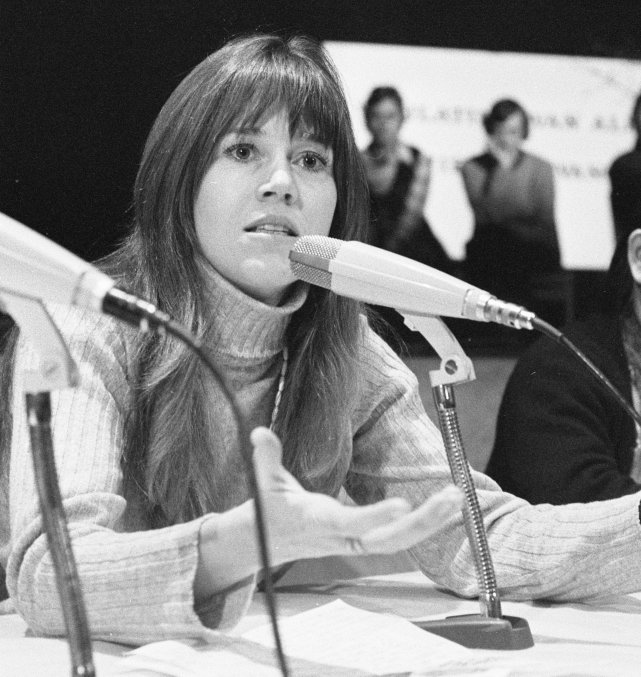
Jane Fonda spricht über Vietnam bei einer Pressekonferenz in Nijmegen (1975)

### Engagement für die amerikanische Bürgerrechtsbewegung
Ab den frühen 1970er engagierte Jane Fonda sich für die amerikanische Bürgerrechtsbewegung sowie die Black Panther Party. Im Zuge der Free Huey-Kampagne für Huey Newton sagte sie: „Revolution ist ein Akt der Liebe. Wir sind Kinder der Revolution, geborene Rebellen. Es liegt uns im Blut … [Die Panthers sind] unsere revolutionäre Avantgarde, wir müssen sie mit Liebe, Geld, Propaganda und Risikobereitschaft unterstützen.“ Anfang der 1980er Jahre adoptierte sie mit ihrem damaligen Ehemann Tom Hayden (Aktivist und späterer Politiker) die Tochter zweier Black-Panther-Aktivisten, weil diese sie nicht mehr unterstützen konnten: Mary Luana Williams, die später ebenfalls Aktivistin wurde.
2020 trug Jane Fonda bei einem Interview anlässlich der Black-Lives-Matter-Proteste nach der Tötung von George Floyd eine schwarze Barett-Mütze sowie einen schwarzen Pullover als Reminiszenz an die Uniform der Black Panthers. Dabei sprach sie über Weiße Privilegien: „Weil wir weiß sind, haben wir Privilegien genossen. Selbst die Ärmsten unter uns hatten Privilegien. Wir müssen das erkennen und verstehen, was den Rassismus aufrechterhält: Die Politik, das Redlining, die Bankenpolitik, die Hypothekenpolitik.“

### Engagement gegen den Vietnamkrieg
Jane Fonda engagierte sich ab 1969 bis weit in die 1970er Jahre hinein vehement gegen den Vietnamkrieg. Sie besuchte Nord-Vietnam und ließ sich lächelnd auf einer Flugabwehrkanone sitzend abbilden. Die Reise brachte ihr in der Heimat den Beinamen „Hanoi Jane“ ein. Jahre später bezeichnete sie ihr Posieren neben den Waffen des Vietcong als Fehler, sie hielt jedoch an ihrer Kritik am US-amerikanischen Vorgehen in Südostasien fest. Zeugnis ihres Engagements gegen den Krieg ist der Film F.T.A. – das Kürzel steht für Free the Army (gemeint ist aber Fuck the Army) – der ihre Agitationstournee zu Standorten der US Army in der ganzen Welt (zusammen mit Donald Sutherland) dokumentiert. Auch der Film Coming Home – Sie kehren heim weist deutlich in diese Richtung. Anlässlich einer Demonstration am 27. Januar 2007 äußerte sich Fonda in Washington öffentlich gegen die US-Invasion im Irak.

### Engagement gegen die Nutzung von Kernenergie
Einer ihrer größten Filmerfolge war der im Jahr 1979 erschienene Kernkraft-kritische Thriller Das China-Syndrom. Die durch den Film ausgelösten Diskussionen über die Nutzung der Kernenergie, an denen sich auch Jane Fonda öffentlich beteiligte, sollen beim sogenannten „Vater der Wasserstoffbombe“, Edward Teller, nach dessen Bekunden einen Herzinfarkt verursacht haben; er sagte: „Ich war das einzige Opfer von Three Mile Island!“. Im Jahr 1980 stand sie in dem Film Am goldenen See das erste und einzige Mal zusammen mit ihrem Vater (und Katharine Hepburn) vor der Kamera; Filmlegende Henry Fonda erhielt für seine Rolle darin den lange ersehnten Oscar.

### Engagement für den Klimaschutz

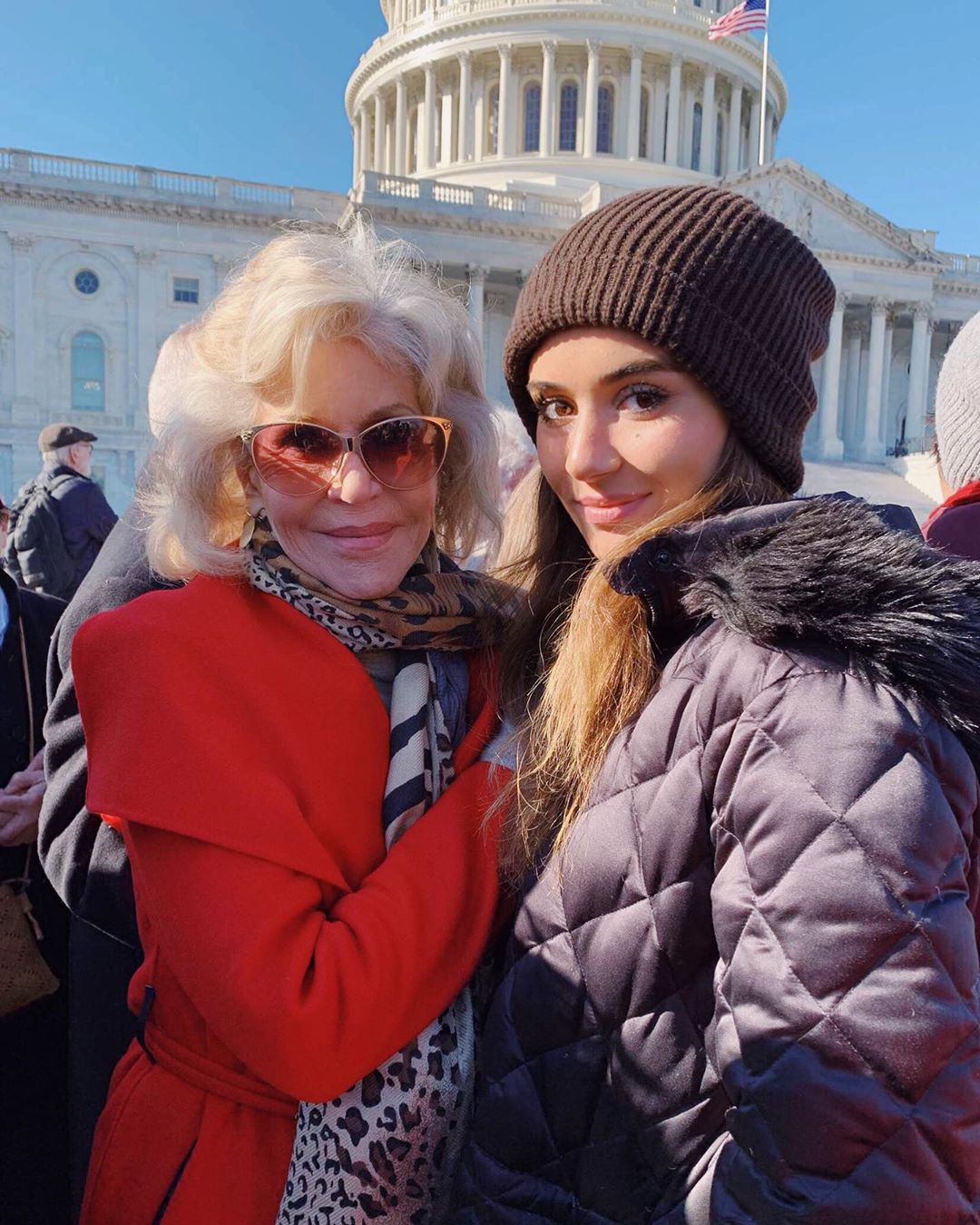
Jane Fonda und Sophia Kianni (2019)

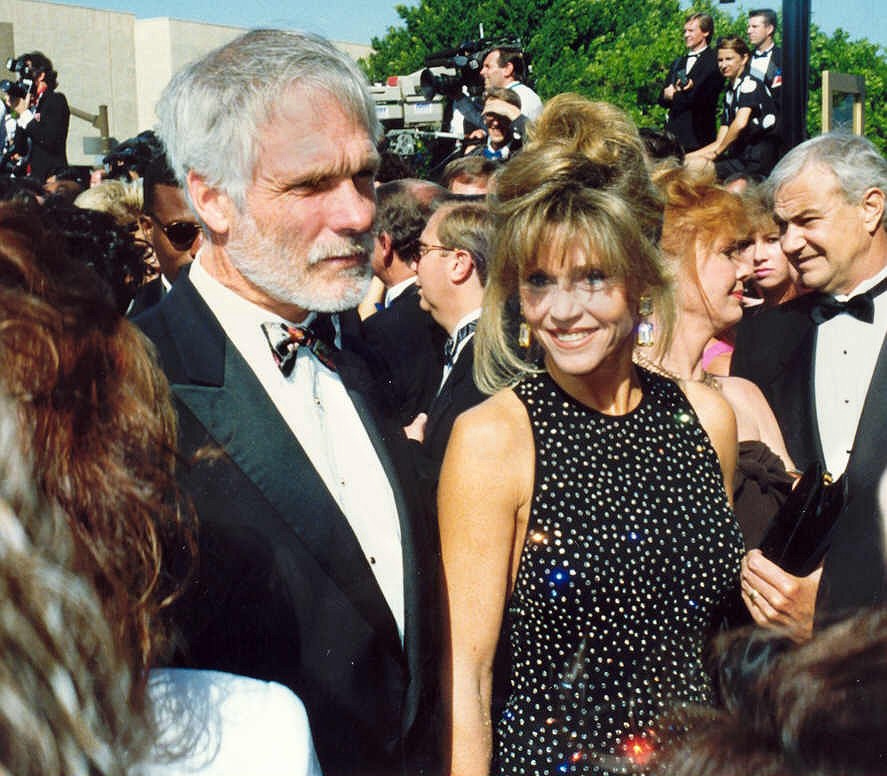
Jane Fonda und Ted Turner, 1992

Fonda nahm aktiv an der öffentlichen Debatte um die Klimakrise teil. Im Jahr 2019 machte sie durch ihre Demonstrationen, die als Fire Drill Friday Bekanntheit erlangten und bei denen sie von Hunderten von Demonstranten unterstützt wurde, vor dem US-Kapitol auf die Notwendigkeit für radikale Maßnahmen des Klimaschutzes aufmerksam. Sie sprach dabei von der „Dringlichkeit der Klimakrise und dem Bedürfnis nach Aktivismus in einem beispiellosen Maßstab“. Ihr Ziel ist es dabei, bewusst ein Zeichen zu setzen: „Wir können es nicht jungen Menschen überlassen, diesen Kampf für ihre Zukunft selbst zu führen.“ Fonda wurde während dieser Proteste wiederholt von der Polizei abgeführt, setzte ihren Protest jedoch auch danach wieder fort. Als sie 2023 zum Wiener Opernball geladen wurde, kritisierte sie das Sponsoring des Balls durch OMV: „Ölkonzerne sind kriminell und sie töten Menschen. Wir dürfen das nicht geschehen lassen, bitte bringt die Oper dazu, solche Sponsoren nicht mehr zuzulassen.“

## Privates
Fonda gehört seit Ende der 1970er Jahre zu den Protagonistinnen einer Fitness-Welle. Mit Aerobic-Videos und später auch Stretch- und Yoga-Videos schuf Fonda ein Fitness-Imperium, dessen Wert auf über 600 Millionen Dollar geschätzt wurde. Nach einigen Todesfällen von Freizeitsportlern vertrat die ursprünglich höchst radikale Anforderungen an den Körper propagierende Fonda („Hintern bewegen!“) schließlich eine gemäßigtere Linie. Im Alter gestand sie sogar ein, mehr als dreißig Jahre an Bulimie gelitten zu haben.
Nach dem Scheitern ihrer von 1973 bis 1990 dauernden Ehe mit dem Politiker Tom Hayden heiratete sie 1991 Ted Turner, den Gründer des Nachrichtensenders CNN. Diese Ehe hielt bis 2001.
Jane Fonda hat eine Tochter aus ihrer Ehe mit Roger Vadim, Vanessa Vadim, und einen Sohn, Troy Garity, sowie eine Adoptivtochter mit Tom Hayden. Ihre deutsche Synchronstimme ist die der Schauspielerin Judy Winter.
Von 2009 bis 2017 war Fonda mit dem Musikproduzenten Richard Perry (1942–2024) liiert.
Am 2. September 2022 gab die 84-jährige Fonda bekannt, dass sie an einem Non-Hodgkin-Lymphom erkrankt sei und deswegen eine Chemotherapie erhalte. Sie beschrieb ihre Erkrankung als „einen sehr gut behandelbaren Krebs“.
2023 wurde Fonda von Richard Lugner zum Wiener Opernball eingeladen.

## Zitate

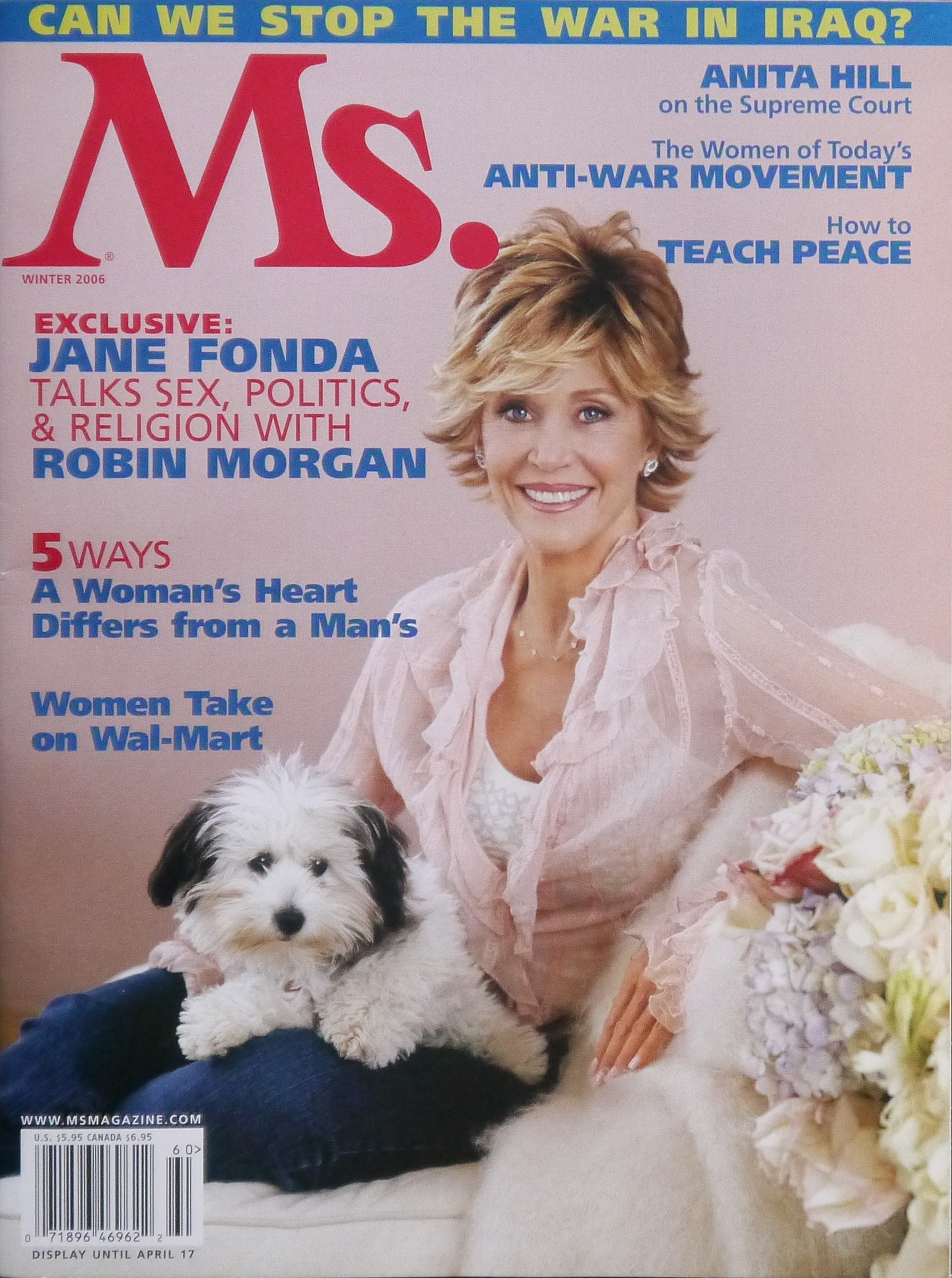
Jane Fonda, 2006

„Feminismus hat einfach nichts damit zu tun, ob man Make-up trägt oder nicht. Es geht dabei um die eigene Selbstwahrnehmung! Darum, dass sich Frauen darüber im Klaren sind, dass sie ein Grundrecht darauf haben, sich selbst zu verwirklichen. Egal, ob sie zu Hause bleiben, Kinder aufziehen oder im Beruf Karriere machen. Sie haben das Recht auf gleichen Zugang, gleiche Möglichkeiten wie ein Mann. Das ist Feminismus. Ob du dabei Make-up trägst oder nicht, ist irrelevant.“

## Dokumentarfilme
- Jane. 53 Min. Ein Film von D. A. Pennebaker. USA 1962
- Lettre à Jane / Letters to Jane: An Investigation About a Still. 52 Min. Ein Film von Jean-Luc Godard & Jean-Pierre Gorin. Frankreich 1972
- Introduction to the Enemy. 60 Min. Ein Film von Haskell Wexler. USA 1974
- Jane Fonda – Die Freiheit im Engagement. 30 Min. Ein Film von Klaus Harpprecht. Deutschland 1976.[13]
- Jane Fonda – Eine Rebellin in Hollywood. 53 Min. Ein Film von Florence Platarets. Frankreich 2018.[14]
- Masterclass mit Jane Fonda. 85 Min. Ein Film von Denis Leroy. Frankreich 2018.[15]

## Filmografie
- 1960: Je länger, je lieber (Tall Story)
- 1962: Der Chapman-Report (The Chapman Report)
- 1962: Auf glühendem Pflaster (Walk on the Wild Side)
- 1962: Zeit der Anpassung (Period of Adjustment)
- 1963: Sonntag in New York (Sunday in New York)
- 1964: Wie Raubkatzen (Les félins)
- 1964: Der Reigen (La ronde)
- 1965: Cat Ballou – Hängen sollst du in Wyoming (Cat Ballou)
- 1966: Ein Mann wird gejagt (The Chase)
- 1966: Die Beute (La curée)
- 1966: Morgen ist ein neuer Tag (Hurry Sundown)
- 1967: Barfuß im Park (Barefoot in the Park)
- 1968: Außergewöhnliche Geschichten (Histoires extraordinaires)
- 1968: Barbarella
- 1969: Nur Pferden gibt man den Gnadenschuß (They Shoot Horses, Don’t They?)
- 1971: Klute (Klute)
- 1972: Alles in Butter (Tout va bien/Crepa padrone, tutto va bene)
- 1972: Befreit die Armee (F.T.A.) (auch Co-Produzentin)
- 1973: Ganoven auf Abwegen (Steelyard Blues)
- 1973: Nora (A Doll’s House)
- 1974: Vorstellung des Feindes (Introduction to the Enemy)
- 1976: Der blaue Vogel (The Blue Bird)
- 1977: Julia
- 1977: Das Geld liegt auf der Straße (Fun with Dick and Jane)
- 1978: Coming Home – Sie kehren heim (Coming Home)
- 1978: Eine Farm in Montana (Comes a Horseman)
- 1978: Das verrückte California-Hotel (California Suite)
- 1979: Der elektrische Reiter (The Electric Horseman)
- 1979: Das China-Syndrom (The China Syndrome)
- 1980: Warum eigentlich … bringen wir den Chef nicht um? (Nine to Five)
- 1981: Lily: Sold Out (TV-Special)
- 1981: Am goldenen See (On Golden Pond)
- 1981: Das Rollover-Komplott (Rollover)
- 1982: Nine to Five (Sitcom, eine Folge)
- 1984: Dollmaker – Ein Traum wird wahr (The Dollmaker)
- 1985: Agnes – Engel im Feuer (Agnes of God)
- 1986: Der Morgen danach (The Morning After)
- 1987: Bill Cosby – Die Superkanone (Leonard 6) (Cameoauftritt)
- 1989: Old Gringo
- 1990: Stanley & Iris
- 2005: Das Schwiegermonster (Monster-in-Law)
- 2007: Georgias Gesetz (Georgia Rule)
- 2011: Und wenn wir alle zusammenziehen? (Et si on vivait tous ensemble?)
- 2011: Peace, Love & Misunderstanding
- 2012–2014: The Newsroom (Fernsehserie, zehn Folgen)
- 2013: Der Butler (The Butler)
- 2013: Men Expert L'Oreal (Werbefilm)
- 2013: Hauptsache, die Chemie stimmt (Better Living Through Chemistry)
- 2014: Sieben verdammt lange Tage (This Is Where I Leave You)
- 2014: Die Simpsons (Fernsehserie, Folge 26x05; Stimme)
- 2015–2022: Grace and Frankie (Fernsehserie)
- 2015: Ewige Jugend (Youth)
- 2015: Väter & Töchter – Ein ganzes Leben (Fathers & Daughters)
- 2015: Connected (Kurzfilm)
- 2017: Unsere Seelen bei Nacht (Our Souls at Night)
- 2018: Book Club – Das Beste kommt noch (Book Club)
- 2022: Luck (Stimme)
- 2022: Moving On
- 2023: Stoner Cats (Zeichentrickserie)
- 2023: Brady's Ladies (80 for Brady)
- 2023: Book Club – Ein neues Kapitel (Book Club: The Next Chapter)
- 2023: Ruby taucht ab (Ruby Gillman, Teenage Kraken) (Stimme)

## Auszeichnungen

### Ehrungen
- 1994: Commandeur des Ordre des Arts et des Lettres[18]

### Filmpreise und Nominierungen
Oscar
- Auszeichnungen

1972: Beste Hauptdarstellerin (Klute)
1979: Beste Hauptdarstellerin (Coming Home – Sie kehren heim)
- Nominierungen

1970: Beste Hauptdarstellerin (Nur Pferden gibt man den Gnadenschuss)
1978: Beste Hauptdarstellerin (Julia)
1980: Beste Hauptdarstellerin (Das China-Syndrom)
1982: Beste Nebendarstellerin (Am goldenen See)
1987: Beste Hauptdarstellerin (Der Morgen danach)
British Academy Film Award
- Auszeichnungen

1979: Beste Hauptdarstellerin (Julia)
1980: Beste Hauptdarstellerin (Das China-Syndrom)
- Nominierungen

1968: Beste ausländische Darstellerin (Barfuß im Park)
1971: Beste Hauptdarstellerin (Nur Pferden gibt man den Gnadenschuss)
1972: Beste Hauptdarstellerin (Klute)
1983: Beste Nebendarstellerin (Am goldenen See)
Golden Globe Award
- Auszeichnungen

1962: Beste Nachwuchsdarstellerin (Auf glühendem Pflaster)
1972: Beste Hauptdarstellerin – Drama (Klute)
1973: Henrietta Award als Beliebteste Filmschauspielerin der Welt
1978: Beste Hauptdarstellerin – Drama (Julia)
1979: Beste Hauptdarstellerin – Drama (Coming Home – Sie kehren heim)
1980: Henrietta Award als beliebteste Filmschauspielerin der Welt
2021: Cecil B. DeMille Award für das Lebenswerk
- Nominierungen

1963: Beste Hauptdarstellerin – Komödie oder Musical (Zeit der Anpassung)
1966: Beste Hauptdarstellerin – Komödie oder Musical (Cat Ballou – Hängen sollst du in Wyoming)
1967: Beste Hauptdarstellerin – Komödie oder Musical (Any Wednesday)
1970: Beste Hauptdarstellerin – Drama (Nur Pferden gibt man den Gnadenschuss)
1980: Beste Hauptdarstellerin – Drama (Das China-Syndrom)
1982: Beste Nebendarstellerin (Am goldenen See)
1985: Beste Hauptdarstellerin – Mini-Serie oder TV-Film (The Dollmaker)
2016: Beste Nebendarstellerin (Ewige Jugend)
Goldene Himbeere
- Nominierungen

1990: Schlechteste Schauspielerin (Old Gringo)
Weitere Auszeichnungen
1960: Laurel Award als beste neue weibliche Persönlichkeit
1961: Hasty Pudding Frau des Jahres
1966: Laurel Award für die weibliche komödiantische Darbietung (Cat Ballou – Hängen sollst du in Wyoming)
1969: New York Film Critics Circle Award als beste Hauptdarstellerin (Nur Pferden gibt man den Gnadenschuss)
1970 und 1977: Golden Apple Award
1971: Kansas City Film Critics Circle Award als beste Hauptdarstellerin (Nur Pferden gibt man den Gnadenschuss)
1971: New York Film Critics Circle Award als beste Hauptdarstellerin (Klute)
1972: Kansas City Film Critics Circle Award als beste Hauptdarstellerin (Klute)
1972: National Society of Film Critics Award als beste Hauptdarstellerin (Klute)
1973: Fotogramas de Plata als beste ausländische Schauspielerin (Klute)
1978: David di Donatello als beste ausländische Schauspielerin (Julia)
1978: Los Angeles Film Critics Association Award als beste Hauptdarstellerin (Coming Home – Sie kehren heim)
1979: ShoWest Convention Award als weiblicher Star des Jahres
1980: American Movie Award als beliebtester weiblicher Filmstar
1980: Jupiter-Filmpreis als beste Darstellerin (Das China-Syndrom)
1980, 1981, 1982 und 1983: People’s Choice Award als beliebteste Filmschauspielerin
1981: Women in Film Crystal Award
1982: American Movie Award als beste Nebendarstellerin in Am goldenen See
1984: Emmy als herausragende Hauptdarstellerin in einer limitierten Serie oder einem Special (The Dollmaker)
1993: Golden Boot Award
2001: Film Society of Lincoln Center Gala Tribute
2001: Savannah Film and Video Festival Lifetime Achievement Award
2005: National Board of Review – Career Achievement Award
2009: Deutscher Nachhaltigkeitspreis – Sonderpreis für humanitäres Engagement
2013: Hand- und Fußabdrücke vor dem TCL Chinese Theatre
2014: AFI Life Achievement Award vom American Film Institute
2017: Goldene Kamera
2017: Goldener Löwe der 74. Filmfestspiele von Venedig (Ehrenpreis für ihr Lebenswerk)
2019: Stanley Kramer Award der Producers Guild of America
2025: Screen Actors Guild Life Achievement Award